# Nomada gransassoi
Nomada gransassoi ist eine Biene aus der Familie der Apidae. 

## Merkmale
Die Bienen haben eine Körperlänge von 8 bis 10 Millimetern (Weibchen) bzw. 7 Millimetern (Männchen). Kopf und Thorax der Weibchen ist schwarz und hat eine rote Zeichnung. Die Tergite sind rot und haben gelbe Flecken auf den Seiten. Das Labrum ist ebenso rot und trägt mittig ein kleines Zähnchen. Die Mandibeln haben ein zusätzliches Zähnchen. Das dritte Fühlerglied ist kürzer als das vierte, das letzte Fühlerglied ist oben deutlich heller als die übrigen. Das Schildchen (Scutellum) ist rot. Die Schienen (Tibien) der Hinterbeine sind am Ende stumpf, haben ein braunes Borstenhaar und drei oder vier sehr kleine schwarze Dornen. Bei den Männchen ist der Kopf schwarz und hat eine gelbe Zeichnung. Der Thorax ist ebenso schwarz und hat bei manchen Individuen rote Flecken. Die Tergite sind rot, jedoch basal schwarz. Am zweiten, dritten und sechsten befinden sich auch gelbe Flecken. Das Labrum ist gelb. Die Mandibeln sind wie bei den Weibchen mit einem weiteren Zähnchen versehen und das dritte Fühlerglied ist viel kürzer als das vierte.

## Vorkommen und Lebensweise
Die Art ist in den Abruzzen in Italien nachgewiesen. Die Tiere fliegen von Anfang Juni bis Ende September. Welche Wirte sie parasitieren, ist unbekannt.

## Belege
Felix Amiet, M. Herrmann, A. Müller, R. Neumeyer: Fauna Helvetica 20: Apidae 5. Centre Suisse de Cartographie de la Faune, 2007, ISBN 978-2-88414-032-4.

## Weblink
- Nomada gransassoi in der Roten Liste gefährdeter Arten der IUCN 2013.2. Eingestellt von: Smit, J., 2012. Abgerufen am 22. Februar  2014.